# Hof van Geerdegem

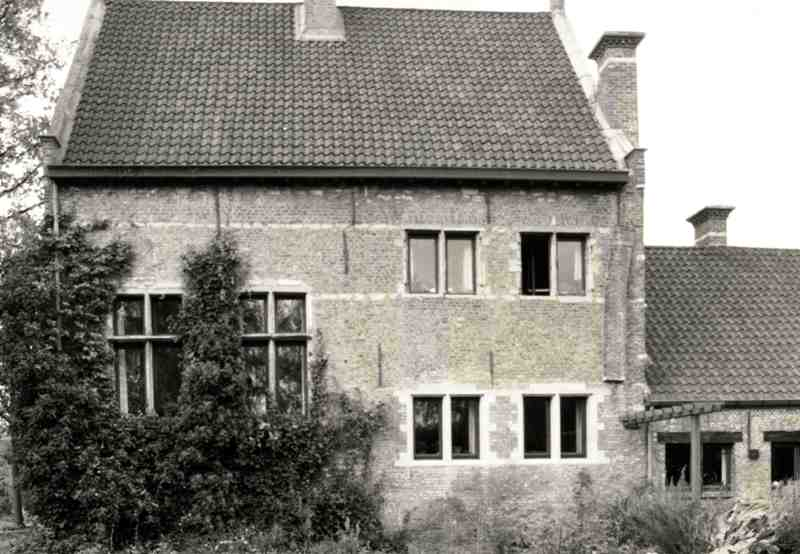
Hof van Geerdegem

Het Hof van Geerdegem is een voormalige hoeve in tot de Antwerpse stad Mechelen behorende plaats Geerdegem, gelegen aan Geerdegemdries 27.

## Geschiedenis
In 1673 werd deze hoeve door Marguerite de Vendeville geschonken aan de Congregatie van de Oratoren, die in 1624 te Scherpenheuvel was gesticht en te Mechelen een klooster en een school bezat.
De hoeve diende de congregatie tot buitenverblijf totdat ze, in 1797, werd onteigend en openbaar verkocht. De hoeve werd uiteindelijk gerestaureerd en doet sindsdien dienst als woning.

## Gebouw
Het woonhuis werd gebouwd in de eerste helft van de 17e eeuw. Het is opgetrokken in baksteen en zandsteen.